# Maardu järv
Maardu järv är en sjö i Estland.   Den ligger i landskapet Harjumaa, i den nordvästra delen av landet, 14 km öster om huvudstaden Tallinn. Maardu järv ligger 35 meter över havet. Arean är 1,5 kvadratkilometer. Omgivningarna runt Maardu järv är en mosaik av jordbruksmark och naturlig växtlighet. Den sträcker sig 1,5 kilometer i nord-sydlig riktning, och 1,6 kilometer i öst-västlig riktning.